# Parlatoreopsis pyri
Parlatoreopsis pyri är en insektsart som först beskrevs av Marlatt 1908.  Parlatoreopsis pyri ingår i släktet Parlatoreopsis och familjen pansarsköldlöss. Inga underarter finns listade i Catalogue of Life.